# Genitalleiste

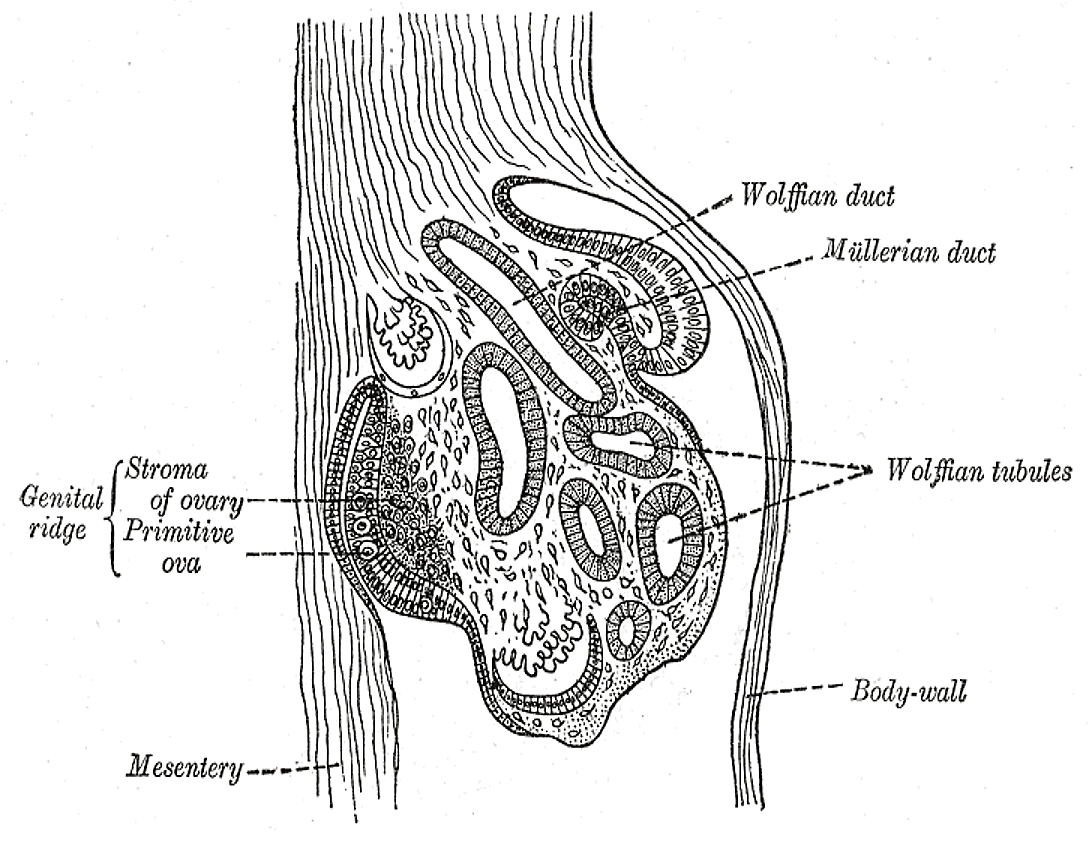
Genitalleiste (Genital ridge) eines Hühnerembryos am 4. Bebrütungstag

Die Genitalleiste ist die Anlage der Keimdrüsen (Gonaden) bei einem Embryo. Sie ist eine beidseitige, längsverlaufende Verdickung des Epithels des Zöloms und des darunter liegenden Mesenchyms, die sich in der 4. Entwicklungswoche – am 26. Tag der Keimesentwicklung – bildet, und aus der sich in der Folge die Gonaden entwickeln.
Die Genitalleisten liegen damit an der Leibeshinterwand zwischen hinterem Mesenterium und den ebenfalls beidseitig angelegten Urnierenleisten. Bei den meisten Wirbeltieren bildet nur der Mittelabschnitt dieser Anlage die Keimdrüse, der vordere und hintere Teil wird zu den Keimdrüsenbändern.
In Frühstadium der Entwicklung ist es noch nicht möglich, zwischen männlicher und weiblicher Genitalentwicklung zu unterscheiden: Das Geschlecht ist bei den meisten Tieren genetisch bestimmt. Keimzellen sind in der Genitalleiste noch nicht vorhanden. Diese wandern als Urkeimzellen ab der 5. Entwicklungswoche von der Wand des Dottersackes über das Mesenterium des Enddarms Richtung Genitalleiste und erreichen diese in der 6. Entwicklungswoche.